# Volta a Portugal 2016
La Volta a Portugal 2016, 78a edició de la Volta a Portugal, es disputà entre el 27 de juliol i el 7 d'agost de 2016 sobre un recorregut de 1.618,7 km repartits entre un pròleg inicial i deu etapes. L'inici de la cursa va tenir lloc a Oliveira de Azeméis, mentre el final estava a Lisboa. La cursa forma part del calendari de l'UCI Europa Tour 2016, amb una categoria 2.1.
El vencedor final fou pel portuguès Rui Vinhas (W52-FC Porto). La classificació per punts se l'emportà l'espanyol Gustavo César Veloso (W52-FC Porto) que també acabà segon, i el portuguès Daniel Silva (Rádio Popular-Boavista) tercer. En les altres classificacions Ramiro Rincón (Funvic Soul Cycles-Carrefour) guanyà la classificació de la muntanya i Alexander Vdovin (Lokosphinx) la dels joves. El W52-FC Porto fou el millor equip.

## Equips
L'organització convidà a prendre part en la cursa a cinc equips continentals professionals, tretze equips continentals:
- equips continentals professionals: Drapac Professional Cycling, Funvic Soul Cycles-Carrefour, Caja Rural-Seguros RGA, GW Erco Shimano, Team Roth
- equips continentals: Christina Jewelry Pro Cycling, Boyacá Raza de Campeones, Inteja-MMR Dominican, Euskadi Basque Country-Murias, Armée de Terre, Astana City, Efapel, LA Aluminios-Antarte, Louletano-Hospital de Loulé, Rádio Popular-Boavista, Sporting-Tavira, W52-FC Porto, Lokosphinx

## Etapes
| Etapa     | Data      | Ciutats d'etapa                              | type                      | Distància (km) | Vencedor de l'etapa            | Líder de la general |
| --------- | --------- | -------------------------------------------- | ------------------------- | -------------- | ------------------------------ | ------------------- |
| Pròleg    | 27 de jul | Oliveira de Azeméis – Oliveira de Azeméis    | pròleg                    | 3,6            | Rafael Reis                    | Rafael Reis         |
| 1a etapa  | 28 de jul | Ovar – Braga                                 | etapa accidentada         | 167,4          | Daniel Mestre                  | Daniel Mestre       |
| 2a etapa  | 29 de jul | Viana do Castelo – Fafe                      | etapa accidentada         | 160            | Francesco Gavazzi              | Daniel Mestre       |
| 3a etapa  | 30 de jul | Montalegre – Macedo de Cavaleiros            | etapa accidentada         | 158,9          | William Clarke                 | Rui Vinhas          |
| 4a etapa  | 31 de jul | Bragança – Mondim de Basto                   | etapa de mitja muntanya   | 191,9          | Gustavo César Veloso           | Rui Vinhas          |
| 5a etapa  | 1 de ago  | Lamego – Viseu                               | etapa de mitja muntanya   | 153,2          | Vicente García de Mateos Rubio | Rui Vinhas          |
| 6a etapa  | 3 de ago  | Belmonte – Guarda                            | etapa de mitja muntanya   | 173,7          | Gustavo César Veloso           | Rui Vinhas          |
| 7a etapa  | 4 de ago  | Figueira de Castelo Rodrigo – Castelo Branco | etapa accidentada         | 182            | José Gonçalves Maciel          | Rui Vinhas          |
| 8a etapa  | 5 de ago  | Nazaré – Arruda dos Vinhos                   | etapa accidentada         | 208,5          | Jesús Ezquerra                 | Rui Vinhas          |
| 9a etapa  | 6 de ago  | Alcácer do Sal – Setúbal                     | etapa plana               | 187,5          | Daniel Mestre                  | Rui Vinhas          |
| 10a etapa | 7 de ago  | Vila Franca de Xira – Lisboa                 | contrarellotge individual | 32             | Gustavo César Veloso           | Rui Vinhas          |

## Classificació final
| Pos. | Ciclista                 | Equip                       | Temps     |
| ---- | ------------------------ | --------------------------- | --------- |
| 1    | Rui Vinhas               | W52-FC Porto                | 40h57'56" |
| 2    | Gustavo César Veloso     | W52-FC Porto                | a 1'31"   |
| 3    | Daniel Silva             | Rádio Popular-Boavista      | a 2'49"   |
| 4    | Raul Alarcón             | W52-FC Porto                | a 3'30"   |
| 5    | Joni Brandão             | Efapel                      | a 3'54"   |
| 6    | Amaro Antunes            | LA Aluminios-Antarte        | a 5'08"   |
| 7    | Henrique Casimiro        | Efapel                      | a 6'03"   |
| 8    | Vicente García de Mateos | Louletano-Hospital de Loulé | a 6'30"   |
| 9    | Rui Sousa                | Rádio Popular-Boavista      | a 6'44"   |
| 10   | Ricardo Vilela           | Caja Rural-Seguros RGA      | a 7'21"   |